# Municipio de Harrison (condado de Knox, Nebraska)
El municipio de Harrison (en inglés: Harrison Township) es un municipio ubicado en el condado de Knox en el estado estadounidense de Nebraska. En el año 2010 tenía una población de 66 habitantes y una densidad poblacional de 0,71 personas por km².

## Geografía
El municipio de Harrison se encuentra ubicado en las coordenadas 42°39′19″N 97°46′45″O / 42.65528, -97.77917. Según la Oficina del Censo de los Estados Unidos, el municipio tiene una superficie total de 92.86 km², de la cual 92,86 km² corresponden a tierra firme y (0 %) 0 km² es agua.

## Demografía
Según el censo de 2010, había 66 personas residiendo en el municipio de Harrison. La densidad de población era de 0,71 hab./km². De los 66 habitantes, el municipio de Harrison estaba compuesto por el 93,94 % blancos, el 6,06 % eran amerindios. Del total de la población el 0 % eran hispanos o latinos de cualquier raza.